# 변형력

응력의 일반적인 개념을 그림으로 나타낸 것. 오른쪽 직육면체는 응력 텐서를 표현한다.

변형력(變形力) 또는 스트레스(영어: stress) 또는 응력(應力)은 역학에서 단위면적당 작용하는 힘을 뜻한다. 오귀스탱 루이 코시가 1822년 처음 고안했다.
사실상 응력의 개념은 연속체(continuum)라는 가정 아래 성립할 수 있다. 물체 내부의 경우, 가상의 단위부피를 설정해서 그 가상의 표면 바깥에 작용하는 힘을 계산하기 때문이다. 여기서 '가상의 힘'은 크게 두 종류가 있는데, 표면힘(Surface Force)과 몸체힘(Body Force)이다. 표면힘은 표면에 평행한 힘이며, 몸체힘은 표면에 대하여 수직 방향인 힘이다.
응력의 SI단위는 파스칼(Pa)이다. 압력과 같은 단위지만, 압력과 응력은 전혀 다른 개념이다.
일반적인 단면봉(Prismatic Bar)의 경우, 수직응력(Normal Stress)은 바깥쪽(Tension) 또는 안쪽(Compression)으로 작용한다. 변형률(Strain)과의 연관성 때문에, 보통 바깥쪽 응력을 양으로, 안쪽 응력을 음으로 본다. 이 경우, 보통은 계산의 편리성을 위해 모든 단면적에 고르게 힘이 작용한다라고 가정하고 평균값을 사용하는 경우가 많다. 즉,
{\displaystyle \sigma _{\mathrm {avg} }={\frac {F_{\mathrm {n} }}{A}}\approx \sigma \,\!}
실제로는 모든 지점마다 작용하는 응력의 값이 다르다. 때문에 코시는 이를 표현하기 위해 텐서를 사용했다.
{\displaystyle \sigma _{ij}=\left[{\begin{matrix}\sigma _{11}&\sigma _{12}&\sigma _{13}\\\sigma _{21}&\sigma _{22}&\sigma _{23}\\\sigma _{31}&\sigma _{32}&\sigma _{33}\\\end{matrix}}\right]\equiv \left[{\begin{matrix}\sigma _{xx}&\sigma _{xy}&\sigma _{xz}\\\sigma _{yx}&\sigma _{yy}&\sigma _{yz}\\\sigma _{zx}&\sigma _{zy}&\sigma _{zz}\\\end{matrix}}\right]\equiv \left[{\begin{matrix}\sigma _{x}&\tau _{xy}&\tau _{xz}\\\tau _{yx}&\sigma _{y}&\tau _{yz}\\\tau _{zx}&\tau _{zy}&\sigma _{z}\\\end{matrix}}\right]\,\!}
이 방식은 축이 변할 경우 값이 어떻게 바뀌는지 계산하는 것이 힘들다는 단점을 가지고 있다. 이를 보완하기 위해 Mohr's Circle을 사용한다. 또한 코시 텐서는 작은 변형에 맞는 방식이기 때문에, 큰 변형의 경우 다른 방식을 사용한다.

## 변형력
변형력(stress, 응력(應力))은 물체가 외부 힘의 작용에 저항하여 원형을 지키려는 힘을 말하며 층밀림 변형력(shear stress, 전단응력)과 깊은 관계를 가지있으며 고체역학, 유체역학과도 연관있다. 한편 응집력(cohesion, 응력(凝力))은 원자, 분자 또는 이온 사이에 작용하여 고체나 액체 따위의 물체를 이루게 하는 서로 끌어당기는 힘을 통틀어 이르는 말로 변형력과 연관있다.

## 같이 보기
- 연속체 역학
- 층밀림(shearing, 전단)
- 층밀림 변형력(shear stress, 전단 응력)
- 층밀림 힘(shear force, 전단력)
- 층밀림 비율(shear rate, 전단율)
- 변형 (역학)
- 일그러짐 (물리학)